# Квай тіао
Квай тіао, ху тіеу (тай. ก๋วยเตี๋ยว; кхмер. គុយទាវ, трансліт. គុយទាវ,  в'єт. hủ tiếu) — суп з рисової локшини з бульйоном зі свинини та начинки. Має китайське походження. Популярний сніданок у Таїланді, Камбоджі та Південному В'єтнамі, де продається у вуличних торговців. 

## Назва
Походить від слова назви локшини «гуе-діао» (粿條) в китайському діалекті народності тіечіу (англ. Teochew people).

## Приготування
Тонку рисову локшину готують швидким зануренням у киплячий бульйон. Локшину поливають олією, на якій смажили часник (див.Часникова олія). Поливають устричним чи соєвим соусом, посипають цукром. Потім локшину заливають бульйоном, зробленим з кісток свині. Приправляють рибним соусом. 
Далі додають начинку супу, що може варіюватися — свині сосиски, рублене м'ясо, тельбухи, морепродукти. Деякі продавці готують дуже просту версію квай тіао, проте у Пномпені цю страву готують з великою кількістю інгредієнтів (свині субпродукти, кров, гуска, креветки та інші морепродукти). У В'єтнамі цей пномпенський варіант називають в'єт. Hủ tiếu Nam Vang, бо Нам Ванг - в'єтнамська назва Пномпеню. Може подаватися у «сухому» вигляді, коли бульйон серверують окремо від локшини та наповнювачів. Традиційно за начинку для супу використовували субпродукти корів та коров'ячу кров.
Квай тіао зазвичай можна купити лише вранці. Продається також через мережу переїзних кафе, змонтованих на мотоциклах та велосипедах.

## У В'єтнамі
Популярний у Південному В'єтнамі під назвою «ху тіеу». Схожий на інший в'єтнамський суп фо. Єдина різниця між ними у тому, що рисова локшина ху тіеу товстіша і її можна жувати.

## Галерея

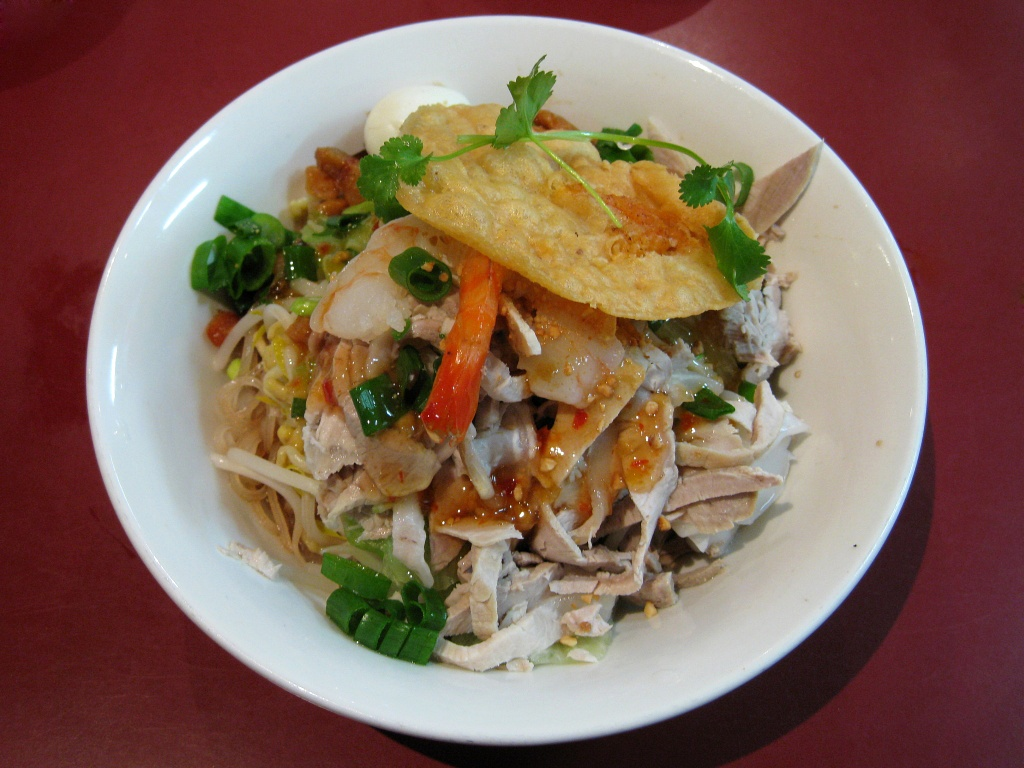
Сухий варіант
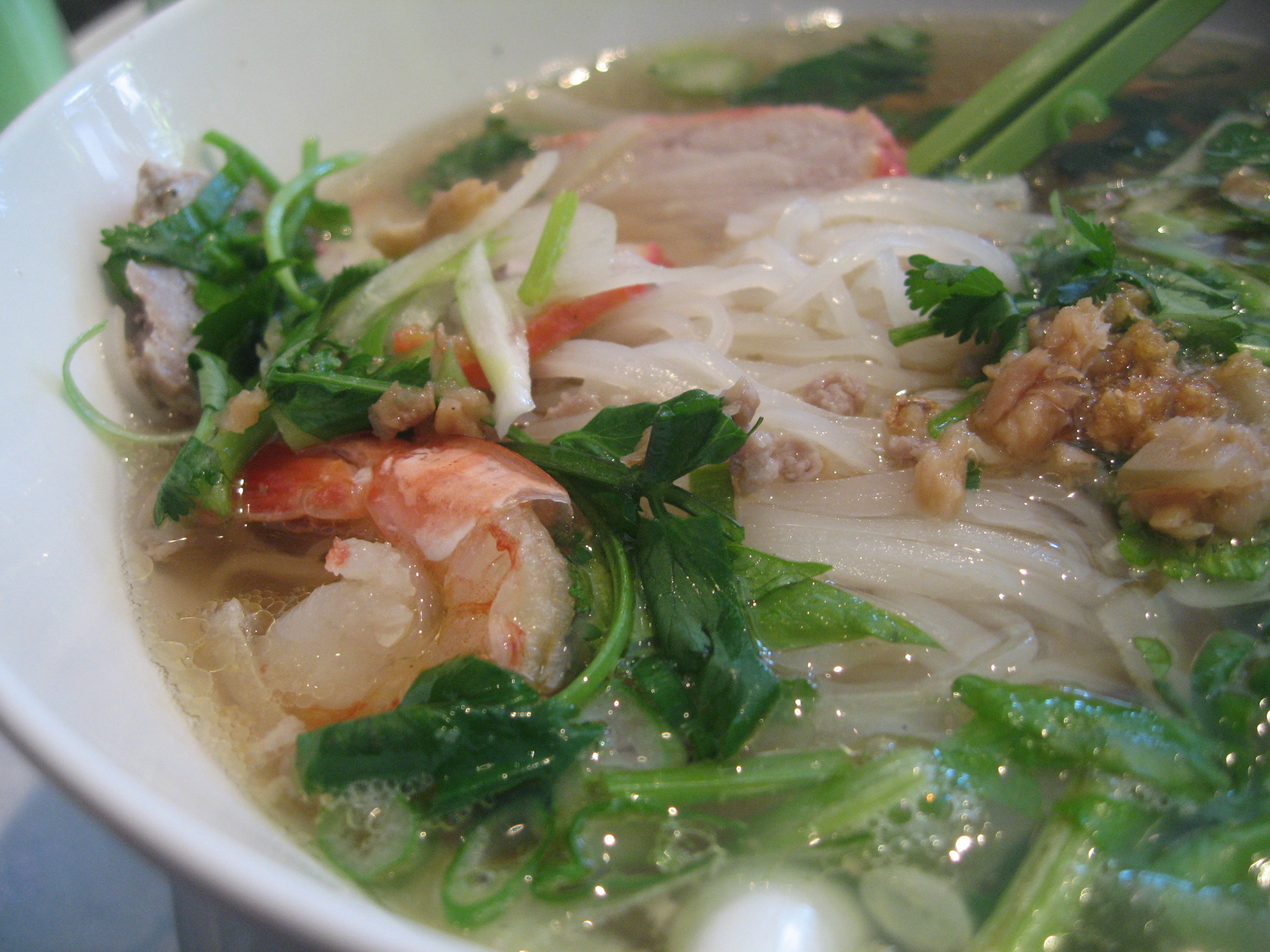
в'єт. Hủ tiếu Nam Vang (пномпенський варіант)
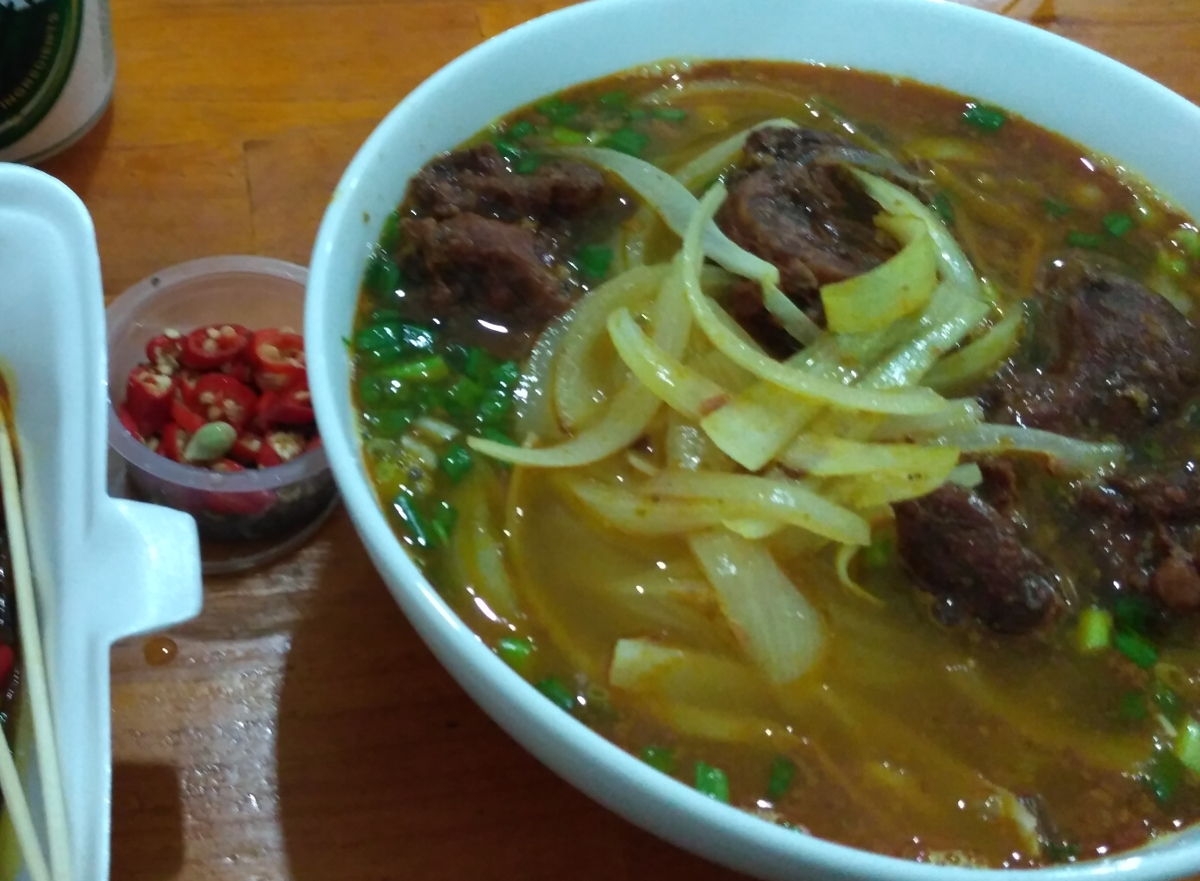
в'єт. Hủ_tiếu_bò_kho